# マイカ・オーウィングス
マイカ・バートン・オーウィングス（Micah Burton Owings, 1982年9月28日 - ）は、アメリカ合衆国ジョージア州ホール郡ゲインズビル出身の元プロ野球選手（投手、外野手）。右投右打。

## 経歴

### プロ入り前
オーウィングスは高校時代、ジョージア州では歴代1位となる69本塁打を放ち非凡な打撃を見せた（アメリカ国内ではシアトル・マリナーズのジェフ・クレメント、元ニューヨーク・ヤンキースでNFLではミネソタ・バイキングスなどに所属のドリュー・ヘンソンらに次いで第4位）。大学は2003年と2004年はジョージア工科大学、それ以降はチューレーン大学でプレーした。
2002年のMLBドラフト2巡目（全体50位）でコロラド・ロッキーズから指名されたが、契約には至らなかった。
2003年もMLBドラフト19巡目（全体576位）でシカゴ・カブスから指名されるが、またしても契約には至らなかった。7月に開催されたサントドミンゴパンアメリカン競技大会の野球アメリカ合衆国代表に選出された。

### ダイヤモンドバックス時代
2005年のMLBドラフト3巡目（全体83位）でアリゾナ・ダイヤモンドバックスから指名され、プロ入り。
2007年4月5日にメジャー初昇格を果たし、翌6日のワシントン・ナショナルズ戦でメジャーデビュー。5回を投げ1安打無失点6三振を奪う内容だった。腰痛で戦線を離脱していたランディ・ジョンソンの代役としての先発を見事に務め、以後もローテーションに入ることとなった。6月26日には初本塁打をフロリダ・マーリンズの金炳賢から放った。8月18日のアトランタ・ブレーブス戦では、投球こそ7回を投げ3安打3失点とごく普通の内容だったものの、打撃は5打数4安打2本塁打4得点6打点と圧巻の内容だった。同一試合で4安打4得点6打点をあげた投手はメジャー史上初、4安打4得点を達成した投手も1988年のダニー・ジョンソン以来であった。11塁打もここ50年の投手では最多記録とまさに記録尽くしの日となった。ちなみにアリゾナ・ダイヤモンドバックスで最後に1試合2本塁打4安打4得点6打点を記録した選手は2003年のシェイ・ヒレンブランドだった。またオーウィングスはダイヤモンドバックス史上1試合2本塁打を記録した初めての投手となった。9月に入り、始めの2試合は共に4回持たず計12失点（自責7）とふるわなかったが、9月18日にサンフランシスコ・ジャイアンツ戦でメジャー初完封（被安打2）を記録した。9月27日はブランドン・ウェブの代役として急遽先発、6回1/3を無失点に抑えると共に打撃でも4打数4安打3二塁打3打点と勝利に貢献した。結局2007年は50打数以上立った投手としては1973年以降で第4位となる打率.333（60打数20安打）を記録した。この打撃が評価され2007年のシルバースラッガー賞を受賞した。12月5日、地元紙アリゾナ・セントラルは首脳陣がその打力の高さを生かすために、今後の補強次第ではあるが未登板日にオーウィングスを一塁手として起用する事も考えていると報じた。
2008年もその打棒を発揮。4月30日にはヒューストン・アストロズ戦で代打2点本塁打を放った。投手の代打本塁打はブルックス・キーシュニック（当時ミルウォーキー・ブルワーズ）が2004年4月22日のアリゾナ・ダイヤモンドバックス戦でマット・マンテイから打って以来であった。

### レッズ時代
2008年8月11日、ダイヤモンドバックスはシンシナティ・レッズとのトレードで、アダム・ダンを獲得。後日発表選手とされた2名の交換要員にオーウィングスが選ばれ、9月12日にレッズへ移籍。この年レッズでは全て野手としての出場だった。
2009年は当初先発投手として起用されていたが、途中からはリリーフに配置転換。しかしその後も代打での起用や、投手への代打にオーウィングスを送ったうえで次イニングに救援登板させるなど、打撃を活かすための起用もなされた。
2010年8月17日にDFAとなり、26日に40人枠を外れる形でAAA級ルイビル・バッツへ配属された。10月5日にFAとなった。

### ダイヤモンドバックス復帰
2011年1月24日に古巣・ダイヤモンドバックスとマイナー契約を結んだ。5月20日にダイヤモンドバックスとメジャー契約に合意。オフの12月12日にノンテンダーFAとなった。

### パドレス時代
2012年2月1日にサンディエゴ・パドレスと1年契約に合意。4月26日に右前腕の故障で15日間の故障者リスト入りした。5月8日に60日間の故障者リストへ異動し、残りのシーズンを全休した。10月23日に放出された。

### ナショナルズ傘下時代
2013年2月6日にワシントン・ナショナルズと一塁手としてマイナー契約を結んだ。実際には一塁で出場することはなく左翼手として起用された。7月1日に自由契約となった。

### ブルワーズ傘下時代
2013年7月12日にブルワーズとマイナー契約を結んだ。ブルワーズでは再び投手としても登板し、28試合中、8試合が投手としての出場だった。11月5日にFAとなった。

### マーリンズ傘下時代
2014年4月7日にマイアミ・マーリンズと投手としてマイナー契約を結んだ。

### 独立リーグ時代
2015年は所属球団なく、2016年4月21日に独立リーグ・アトランティックリーグのヨーク・レボリューションと契約。

### マリナーズ傘下時代
2016年10月24日にシアトル・マリナーズとマイナー契約を結び、2017年のスプリングトレーニングに招待選手として参加することになった。

## 詳細情報

### 年度別投手成績
| 年 度    | 球 団    | 登 板 | 先 発 | 完 投 | 完 封 | 無 四 球 | 勝 利 | 敗 戦 | セ 丨 ブ | ホ 丨 ル ド | 勝 率 | 打 者 | 投 球 回 | 被 安 打 | 被 本 塁 打 | 与 四 球 | 敬 遠 | 与 死 球 | 奪 三 振 | 暴 投 | ボ 丨 ク | 失 点 | 自 責 点 | 防 御 率 | W H I P |
| -------- | -------- | ----- | ----- | ----- | ----- | -------- | ----- | ----- | -------- | ----------- | ----- | ----- | -------- | -------- | ----------- | -------- | ----- | -------- | -------- | ----- | -------- | ----- | -------- | -------- | ------- |
| 2007     | ARI      | 29    | 27    | 2     | 1     | 0        | 8     | 8     | 0        | 0           | .500  | 651   | 152.2    | 146      | 20          | 50       | 2     | 14       | 106      | 5     | 0        | 81    | 73       | 4.30     | 1.28    |
| 2008     | ARI      | 22    | 18    | 0     | 0     | 0        | 6     | 9     | 0        | 1           | .400  | 466   | 104.2    | 104      | 14          | 41       | 0     | 12       | 87       | 4     | 0        | 73    | 69       | 5.93     | 1.39    |
| 2009     | CIN      | 26    | 19    | 0     | 0     | 0        | 7     | 12    | 1        | 0           | .368  | 542   | 119.2    | 126      | 18          | 64       | 3     | 6        | 68       | 1     | 0        | 75    | 71       | 5.34     | 1.59    |
| 2010     | CIN      | 22    | 0     | 0     | 0     | 0        | 3     | 2     | 0        | 0           | .600  | 153   | 33.1     | 28       | 3           | 25       | 0     | 3        | 35       | 1     | 1        | 20    | 20       | 5.40     | 1.59    |
| 2011     | ARI      | 33    | 4     | 0     | 0     | 0        | 8     | 0     | 0        | 3           | 1.000 | 263   | 63.0     | 56       | 8           | 23       | 0     | 2        | 44       | 3     | 0        | 27    | 25       | 3.57     | 1.25    |
| 2012     | SD       | 6     | 0     | 0     | 0     | 0        | 0     | 2     | 0        | 0           | .000  | 41    | 9.2      | 8        | 1           | 5        | 0     | 1        | 7        | 0     | 0        | 4     | 3        | 2.79     | 1.34    |
| MLB：6年 | MLB：6年 | 138   | 68    | 2     | 1     | 0        | 32    | 33    | 1        | 4           | .492  | 2116  | 483.0    | 468      | 64          | 208      | 5     | 38       | 347      | 14    | 1        | 280   | 261      | 4.86     | 1.40    |

### 表彰
- シルバースラッガー賞：1回（2007年）

### 背番号
- 44（2007年 - 2008年途中）
- 56（2008年途中 - 同年終了）
- 33（2009年 - 2010年）
- 15（2011年）
- 27（2012年）

### 代表歴
- 2003年パンアメリカン競技大会野球アメリカ合衆国代表